# 藤田恒美
藤田 恒美（ふじた つねみ、1943年7月17日 - ）は、日本の女性アナウンサー、ナレーター。
東京都出身。法政大学社会学部卒業。

## 来歴・人物
1966年4月、TBS（現・TBSHD。以下同）にアナウンサー11期生として入社（同期には岩崎直子・遠藤泰子・川戸惠子・堀川友子）。
1967年11月15日、アナウンサー研修室設置に伴いアナウンサー研修室付兼ラジオ局第一制作部勤務に。。1969年3月、アナウンサー研修室付兼ラジオ局放送部。1969年4月、ラジオ局放送部兼第一制作部兼アナウンサー研修室付に。1970年7月25日、ラジオ本部アナウンス室（アナウンサー研修室から改称）。1991年5月、アナウンスセンター。
TBSラジオでは『全国こども電話相談室』の二代目「電話のお姉さん（パーソナリティ）」を担当。また、『小沢昭一の小沢昭一的こころ』では放送開始から終了まで一貫してナレーションを務める。ほかに、1970年代 - 1980年前半の人気アイドル野口五郎と共に『あなたとゴローのラブタイム』でパーソナリティを務める。
通常の番組担当のほか、長らくTBSテレビの放送開始・終了映像などで告知音声を担当。
1993年2月、ラジオ編成制作局情報センターに異動しアナウンス職を離れる。1997年3月、総務局広報部を経て、2003年7月19日、同月末でTBSを定年退職することの記念パーティーを開催。2003年7月31日、TBSを定年退職。フリーとなり、ナレーション、朗読活動を行うかたわら、TBSアナウンススクールや、母校の法政大学自主マスコミ講座アナウンサーコースの講師を務めている。

## 出演番組

### テレビ
- 全国ヤング歌謡フェスティバル（1970年）[9][6]
- CBSイブニングニュース（1988年）[9][6]
- 大好き!パパ（1992年）[6]
- イキイキ!地球家族（1992年）[6]
- TBSテレビの放送開始・終了画像
- 各種番組の提供アナウンス

### ラジオ
- パックインミュージック（1969年4月 - 1969年9月）土曜（金曜深夜）[9][6]
- 全国こども電話相談室（1970年6月 - 1976年9月）二代目電話のお姉さん[9][6]
- 小沢昭一の小沢昭一的こころ（1973年 - 2012年）ナレーション
- 歌のない歌謡曲（1974年）[6]
- あなたとゴローのラブタイム（1976年）[6]
- ラジオトピックス（1977年）[6]
- きょうも明るく健康で（1977年）[6]
- 奥様ラジオ横丁（1983年）[6]
- ラジオセミナー〜お金の経済学〜（1984年）[6]
- ハートオブポップス（1985年）[6]
- スーパーワイドぴいぷる（1985年）[6]
- はやおき倶楽部（1986年）[6]
- ワールド・トゥデイ（1989年）[6]
- バックグラウンド・ミュージック（1990年）[6]
- 日産 話題のサイドボード（1990年 - 1992年） - イブニングネットワーク (JRN)年度下半期の第2部パート。
- サンデー・ニュース&スポーツ（1992年）[9][6]